# ГЕС Чхонпхьон
ГЕС Чхонпхьон (кор. 청평) — гідроелектростанція в Південній Кореї. Знаходячись між ГЕС Uiam (45 МВт, вище по течії) та ГЕС Пхальдан, входить до складу каскаду у сточищі річки Хан (басейн Жовтого моря).
У межах проєкту річку Пукханган (правий витік Хана) перекрили бетонною гравітаційною греблею висотою 31 метр і довжиною 407 метрів, яка потребувала 250 тис. м3 матеріалу. Вона утримує водосховище з площею поверхні 17,6 км2 та об'ємом 185,5 млн м3 (корисний об'єм 82,6 млн м3), в якому припустиме коливання рівня в операційному режимі між позначками 46 та 51 метр НРМ (у випадку повені останній показник може зростати до 52 метрів НРМ).
Пригреблевий машинний зал у 1943-му (ще в часи японського колоніального панування) ввели в експлуатацію з двома турбінами типу Каплан потужністю по 19,8 МВт. У 1968-му їх доповнили однією пропелерною потужністю 40 МВт, розрахованою на використання дещо меншого напору аніж у першої черги — 24 метри проти 26 метрів. Нарешті, у 2011-му запустили ще одну турбіну типу Каплан потужністю 60 МВт, яка використовує напір у 22,3 метра. До запуску останньої черги станція забезпечувала виробництво 272 млн кВт-год електроенергії на рік.
З 1980 року водосховище станції використовується як нижній резервуар ГАЕС Чхонпхьон.